# Списак насељених места у Француској: É
| A \| B \| C \| D \| E \| F \| G \| H \| I \| J \| K \| L \| M \| N \| O \| P \| Q \| R \| S \| T \| U \| V \| W \| X \| Y \| Z \| É |

- Èze
- Ébersviller
- Éblange
- Écaquelon
- Écardenville-la-Campagne
- Écardenville-sur-Eure
- Écauville
- Échemiré
- Échirolles
- Échourgnac
- Éclaibes
- Éclimeux
- Écoivres
- Écommoy
- Écorpain
- Écos
- Écouflant
- Écouis
- Écourt-Saint-Quentin
- Écquetot
- Écuillé
- Écurie
- Écuélin
- Église-Neuve-d'Issac
- Église-Neuve-de-Vergt
- Égriselles-le-Bocage
- Élancourt
- Élesmes
- Éleu-dit-Leauwette
- Élincourt
- Éloyes
- Émalleville
- Émanville (Eure)
- Émerchicourt
- Épaignes
- Épernay
- Épieds (Eure)
- Épieds (Maine-et-Loire)
- Épinal
- Épinay
- Épinay-sur-Orge
- Épinay-sur-Seine
- Épineu-le-Chevreuil
- Épineux-le-Seguin
- Épinoy
- Épizon
- Épreville-en-Lieuvin
- Épreville-en-Roumois
- Épreville-près-le-Neubourg
- Épron
- Équihen-Plage
- Équirre
- Éragny
- Érin (Pas-de-Calais)
- Érone
- Étampes
- Étauliers
- Étigny
- Étival-Clairefontaine
- Étouars
- Étrelles
- Étriché
- Étrépagny
- Étrépilly (Aisne)
- Étréville
- Étrœungt
- Éturqueraye
- Évaux-et-Ménil
- Évenos
- Évian-les-Bains
- Évisa
- Évosges
- Évran
- Évrange
- Évreux
- Évry (Essonne)
- Ézy-sur-Eure

| A \| B \| C \| D \| E \| F \| G \| H \| I \| J \| K \| L \| M \| N \| O \| P \| Q \| R \| S \| T \| U \| V \| W \| X \| Y \| Z \| É |